# Adolfas Mekas

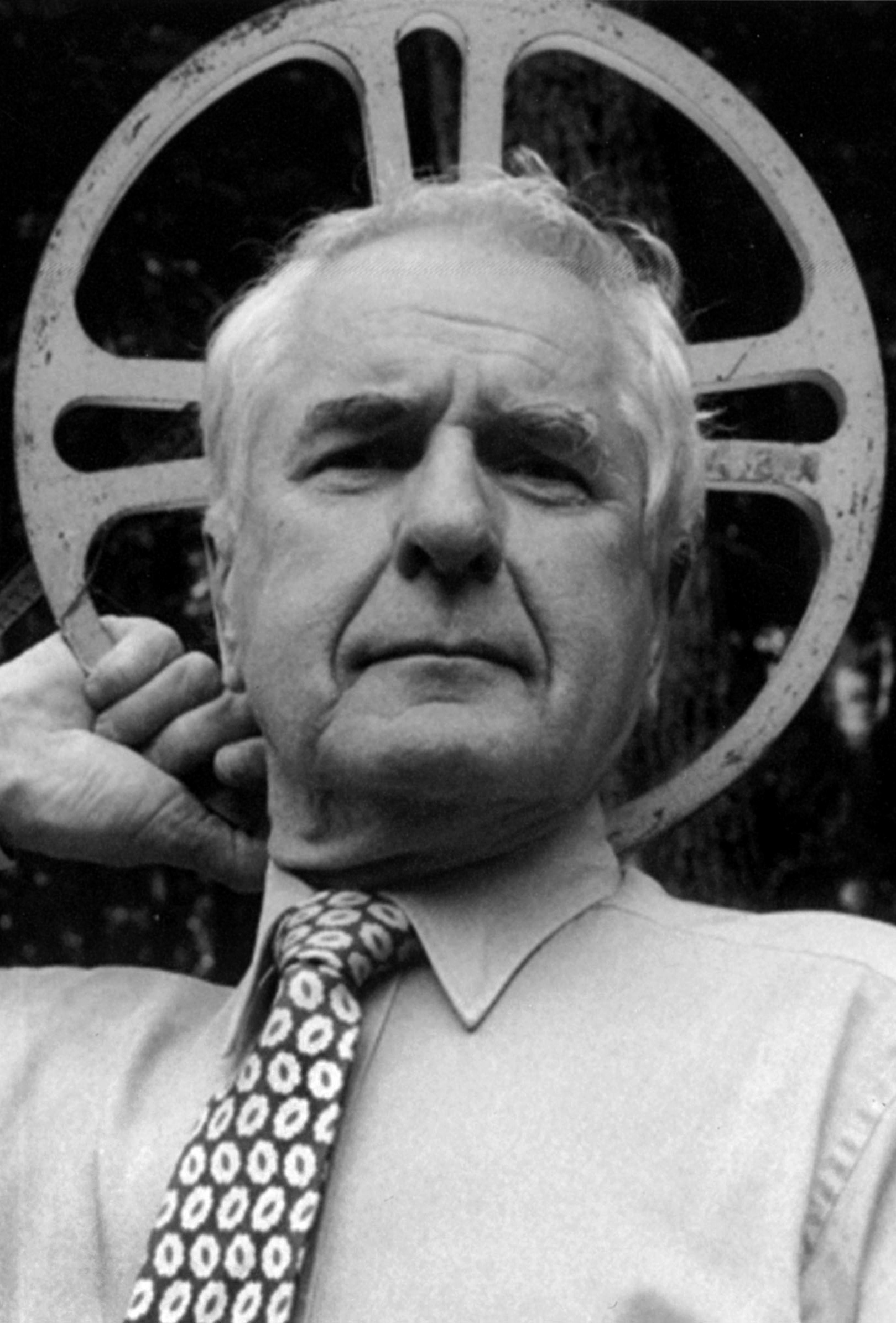
Adolfas Mekas

Adolfas Mekas (* 30. September 1925 in Semeniškiai, Biržai, Litauen; † 31. Mai 2011 in Poughkeepsie, New York) war ein litauischer, meist in den Vereinigten Staaten lebender Filmregisseur, Schriftsteller und Hochschullehrer. Sein Bruder war der Avantgarde-Filmemacher und -Künstler Jonas Mekas.

## Leben
Adolfas Mekas war das jüngste von sechs Kindern des Bauern Povilas Mekas und seiner Ehefrau Elžbieta geb. Jašinskaitė. Als Jugendlicher beteiligte sich Adolfas Mekas am Widerstand gegen die zweifache Besetzung seines Heimatlandes (1940 durch die Sowjetunion, 1941 durch Deutschland), indem er half, Untergrundzeitungen gegen die sowjetischen und die deutschen Besatzer zu vervielfältigen.
Angesichts des Vorrückens der Roten Armee und der absehbaren zweiten Besetzung Litauens durch die Sowjetunion flohen Adolfas und sein Bruder Jonas im Juli 1944 in Richtung Westen, nach Deutschland. Dort wurden sie in den folgenden acht Monaten zur Zwangsarbeit verpflichtet und in einem Arbeitslager in Elmshorn festgehalten. Nach der Befreiung am 4. Mai 1945 entschieden sich Adolfas und Jonas Mekas, nicht in die sowjetisch besetzte Heimat zurückzukehren, sondern in Deutschland zu bleiben. Zunächst lebten sie in verschiedenen Lagern für Displaced Persons (DPs). Dann begann Adolfas Mekas, an der Universität Mainz Literatur- und Theaterwissenschaft sowie Philosophie zu studieren. Er veröffentlichte im Giedra-Verlag in Wiesbaden unter anderem Kurzgeschichten und Kinderbücher in litauischer Sprache, darunter, zusammen mit Jonas Mekas, die Märchensammlung Trys broliai (litauisch „Drei Brüder“). Mit anderen gaben Adolfas und Jonas Mekas die für litauische DPs und Emigranten bestimmte Zeitschrift Žvilgsniai („Einblicke“) heraus, die – in unregelmäßigen Intervallen – von 1946 bis 1948 in Wiesbaden erschien, außerdem die sich an Studenten richtende Zeitschrift Wiesbadeno lietuvių balsas („Wiesbadener litauische Stimme“).
Ende 1949 wanderte Adolfas Mekas in die USA aus. Von 1951 bis 1953 arbeitete er als Fotograf im U.S. Army Signal Corps; anschließend gründete er 1954 mit seinem älteren Bruder Jonas die Filmzeitschrift Film Culture und eine Filmemacher-Kooperative, die als unabhängige Vertriebsfirma diente. Anfang der 1960er Jahre war Mekas in die neo-dadaistische Fluxus-Bewegung involviert und wirkte 1961 an ersten Fluxus-Performances mit. Danach drehte er erste Kurzfilme und schließlich die Komödie Hallelujah the Hills, die 1963 auf den Filmfestspielen in Cannes lief. 1971 entstand Going Home und unter der Regie seines Bruders Reminiscences of a Journey to Lithuania, die ihre erste Reise nach Litauen seit Ende des Weltkriegs zeigte.
Mekas unterrichtete 33 Jahre am New Yorker Bard College; 1971 gründete er das Filmprogramm in Bard, das er bis 1994 leitete. Er unterrichtete nach seiner Emeritierung bis 2004 und lebte in Rhinebeck. In seinen letzten Jahren arbeitete er unter anderem mit David Avallone an einem Film über Giordano Bruno (Burn Bruno Burn) und wirkte bei Jonas Mekas’ Filmtagebuch Sleepless Nights Stories mit.

## Filmografie (Auswahl)
- 1963: Hallelujah the Hills
- 1964: The Brig (mit Jonas Mekas)
- 1965: Skyscraper
- 1965: The Double-Barreled Detective Story
- 1968: Windflowers
- 1970: Campeneras and Campaneros
- 1971: Going Home